# 納希契凡自治共和國 (1990年)
纳希切万自治共和国，在1990年脫離蘇聯獨立的國家，位於外高加索南部，毗鄰伊朗、亞美尼亞、及土耳其。面积5500平方公里，首都为納希契凡。
1990年1月為抗議蘇聯發動黑色一月大屠殺，納希契凡最高蘇維埃宣佈納希契凡脫離蘇聯獨立，之後獲得近乎完全自治之權力，但不為國際所承認。
卡尔基为纳希切万自治共和国在亚美尼亚的外飞地，由亚美尼亚实际控制。

## 歷史
納希契凡歷史可以追溯到2500年前，公元前1世紀，依靠亞美尼亞成為當時西亞最強大的國家之一。經歷羅馬帝國、帕提亞帝國、蒙古、鄂圖曼帝國等外族入侵，其後為俄國所吞併，後來納希契凡亦在1991年宣佈脫離蘇聯獨立，成為納希契凡自治共和國，但不為國際所承認。獨立的時間比立陶宛宣佈脫離蘇聯獨立僅僅早了幾星期，事實上成為蘇聯國內最早宣佈脫離蘇方獨立的地區。此後納希契凡在蓋達爾·阿利耶維奇·阿利耶夫家族的帶領下，逐漸擺脫莫斯科和巴庫的控制。
1991年8月30日阿塞拜疆宣布獨立，阿塞拜疆共和國宣佈納希契凡成為其自治共和國。
1995年11月，阿塞拜疆政府在土耳其的支持下，采用强力恢复了对纳希切万的全面控制。

## 经济
该共和国与土耳其关系密切，与本土需要经过阿拉斯河南侧的伊朗进行联系。主要为农业和采矿业，物资由于封锁缘故需要从伊朗等国进口。

## 外交
納希切萬自治共和國政府於1993年10月5日承認了北賽普勒斯土耳其共和國的主權国家地位